# Achim Sakic
Achim Sakic (* 1965 in Klein-Zimmern bei Darmstadt) ist ein deutscher Künstler, der vor allem als Zeichner arbeitet.

## Leben und Werk
Achim Sakic lebt und arbeitet seit 1983 in Freiburg im Breisgau. Von 1983 bis 1990 studierte er an der Staatlichen Akademie der Bildenden Künste Freiburg bei Peter Dreher. Von 2000 bis 2001 hatte Achim Sakic einen Lehrauftrag an der Fachhochschule für Gestaltung in Pforzheim inne.
1998 sowie 1999 wurden Werke von ihm im Rahmen der Jahresausstellung der Kunsthalle Basel ausgestellt. Im Jahr 2002 waren seine Zeichnungen in der Ausstellung „Künstler helfen Künstlern“ der Kunststiftung Baden-Württemberg in Stuttgart und in der Ausstellung „Madame Réalité“ der Städtischen Galerie Waldkraiburg zu sehen. 2012 Kienzle Art Foundation, `Related Structures´, Berlin (mit Frank Maier) 2015 Ludwig Forum Aachen, `Le Souffleur´ Schürmann trifft Ludwig.
Er erhielt eine Reihe von Preisen und Stipendien, darunter das Landesgraduierten-Stipendium von Baden-Württemberg (1991/1992), Stipendium der Kunststiftung Baden-Württemberg (1994) und der Stiftung Kunstfonds Bonn (1995), einen Stipendiumaufenthalt an der Cité Internationale des Arts Paris (1999/2000), den Förderpreis des Künstlerbundes Baden-Württemberg (2000) sowie ein Stipendium des Künstlerhauses Schloss Balmoral (2001).